# АЕС Дуковани
А́томна електроста́нція Ду́ковани (чеськ. Jaderná elektrárna Dukovany) — атомна електростанція в Чехії, біля села Дуковани. 
АЕС Дуковани щорічно поставляє в національну енергетичну мережу близько 14 млрд МВт•год електроенергії. Володіє станцією і керує її роботою компанія ČEZ. Модернізація електростанції буде послідовно проводитися до кінця її планованого строку служби.

## Історія
Це була перша АЕС на території Чехії (першою чехословацькою атомною електростанцією була нинішня словацька АЕС Богуниці, збудована 1958 року). АЕС Дуковани розміщена за 30 км від міста Тршебич, поблизу Далешицького водосховища, звідки станція покриває свою потребу у воді. 
У 1970 році Чехословаччина і СРСР ратифікували договір на будівництво двох АЕС. Фактично будівельні роботи почалися чотири роки по тому. У період з 1985 по 1987 рік було введено в експлуатацію чотири енергоблоки з водо-водяними ядерними реакторами. Всі вони досі працюють.
У 1994 році на об'єкті було відкрито туристичний центр.
23 травня 2015 чеський прем’єр Богуслав Соботка під час відвідання АЕС Дуковани заявив, що наприкінці 2016 року буде оголошено тендер на будівництво нового енергоблоку цієї АЕС. Як можливі учасники тендеру розглядаються концерни Westinghouse, «Росатом», французька енергетична компанія Areva та фірми з Південної Кореї і Китаю. За словами віцепрем'єра і міністра фінансів Андрія Бабиша, фінансування побудови нового блоку АЕС Дуковани повинна забезпечити компанія ČEZ. Своєю чергою, гендиректор цієї фірми Даніел Бенеш зазначив, що безпосередньо спорудження нового енергоблоку могло б розпочатися 2025 року з подальшим його запуском у 2032 році.
24 вересня 2015 компанія ČEZ подала в Державне управління з ядерної безпеки Чехії заявку на подовження строку експлуатації першого енергоблоку АЕС Дуковани ще на десять років. Енергоблок № 1 було запущено ще в травні 1985. Строк дії попередньої ліцензії закінчувався 31 грудня 2015.

## Технічні дані
АЕС Дуковани має чотири реактори. Станом на 31 грудня 2011, ČEZ повідомив про вихід на зазначену нижче потужність генератора турбіни (повну потужність). Корисна потужність — це всього лише базова оцінка.
| Енергоблок | Тип           | Корисна потужність | Повна потужність | Початкова критичність | Дата підключення до енергосистеми |
| ---------- | ------------- | ------------------ | ---------------- | --------------------- | --------------------------------- |
| 1          | ВВЕР-440/V213 | 471 МВт            | 505 МВт          | Лютий 1985            | Серпень 1985                      |
| 2          | ВВЕР-440/V213 | 471 МВт            | 505 МВт          | Січень 1986           | Вересень 1986                     |
| 3          | ВВЕР-440/V213 | 471 МВт            | 505 МВт          | Жовтень 1986          | Травень 1987                      |
| 4          | ВВЕР-440/V213 | 471 МВт            | 505 МВт          | Червень 1987          | Грудень 1987                      |

2005 року показник повної потужності 3-го енергоблока було доведено до  456 МВт, а в 2007 році таке саме підвищення потужності проведено для 1-го і 4-го енергоблоків. У 2009 році 3-ій енергоблок було виведено на ще більшу потужність 500 МВт. Загалом у рамках комплексної програми вдосконалень до 2013 року мали бути додані ще 240 МВт потужності, включаючи заміну парової турбіни, додавання приладів і зміни палива.
Реактори працюють на діоксиді урану UO2. Паливо розміщується в реакторі в 312 паливних збірках. Кожна збірка складається зі 126 паливних стрижнів із загерметизованим паливом.

## Градирні
АЕС Дуковани має 8 градирень, кожна заввишки 125 метрів.

## Метеорологічна вежа
На захід від споруд АЕС, у координатах 49°5'42,89"N, 16°8'5,44"E, стоїть 136-метрова вежа на розтяжках для спостереження за радіоактивністю повітря.

## Розподіл енергії
ЛЕП, що відходять від АЕС Дуковани, спираються головним чином на дельтоподібні опори. Вони тягнуться до підстанції Славетіце, координати якої 49°6'15" N і 16°7'10" E. Від цієї підстанції починається ЛЕП до австрійського села Дюрнрор.    
Власник станції компанія ČEZ планує встановити районну опалювальну мережу для теплопостачання житлових будинків і підприємств у Брно. Трубопровід завдовжки понад 40 км може бути прокладено після того, як крайові урядовці розглянуть долучений до цього проєкту ČEZ висновок про вплив на довкілля, який було подано в липні 2010 року.

## У масовій культурі
Реакторний комплекс Дуковани з'являється у відеогрі «Tom Clancy's EndWar» як потенційне поле бою.